# Кондофури
Кондофури (итал. Condofuri) — коммуна в Италии, располагается в регионе Калабрия, подчиняется административному центру Реджо-Калабрия.
Население составляет 5121 жителей на 1 января 2017 года. Занимает площадь 60,3 квадратных километра. Плотность населения составляет 84,93 человек на квадратный километр. Почтовый индекс — 89030. Телефонный код — 0965.
Покровителем населённого пункта считается Святой Доминик.
Соседние коммуны: Бова, Бова-Марина, Роккафорте-Дель-Греко, Сан-Лоренцо.
Кондофури является одной из девяти грекоязычных коммун составляющих Калабрийскую Грецию (см. Бовесиа).

## Города-побратимы
- Греция, Алимос (с 1992 года)
- Греция, Терми (с 2004 года)